# Juan de Beaumont
Juan de Beaumont (en romance navarro, Iohan de Veamont, en catalán, Joan de Beaumont) (3 de abril de 1419 - 28 de marzo de 1487) fue el prior de la Orden de San Juan de Jerusalén en el Reino de Navarra y canciller del mismo reino. De la rama de los beaumonteses, enfrentada con los agramonteses, fue un fiel partidario del príncipe Carlos de Viana en la Guerra Civil de Navarra que este hizo contra su padre Juan II de Aragón y fue a prisión después de la derrota.
Su carrera cortesana comienza desde muy joven. Ya en 1432 aparece como ayo y tutor de Carlos, el príncipe de Viana, hijo de la reina Blanca de Navarra y Juan de Trastámara. Esta cercanía a la corte también le llevará a ser nombrado canciller del reino en 1434. Tras la muerte de la reina Blanca seguirá como canciller y aparece en 1441 como consejero real.
El cargo de prior de la orden del Hospital en Navarra lo obtuvo del Papa en 1435, tras la muerte del anterior prior Martín Martínez de Olloqui, a pesar de no cumplir los requisitos y por el que tuvo que pleitear posteriormente con otro miembro del priorato: Sancho de Echauz.
En junio de 1455 el Príncipe le concedió los títulos de vizconde de Abarca y de Arberoa, después de que un año antes había intentado ser obispo de Pamplona sin éxito debido a las presiones de Juan II al papa para que eligiera obispo a un partidario suyo.
Volvió en 1460 con el Príncipe de Viana a Cataluña y, cuando estalló la Guerra Civil Catalana, se puso del bando de los sublevados, hasta el punto en que fue el Virrey de Cataluña del rey Enrique IV de Castilla, a quien se le ofreció la corona el 12 de septiembre de 1462. Con todo, cuando este rechazó la corona, fray Juan de Beaumont, que estaba encargado de la defensa de Villafranca del Panadés rindió la ciudad y se pasó al bando realista en 1464.
Con María de Cristi Erviti tuvo dos hijos naturales: Martín de Beaumont y Menaldo de Beaumont.
Falleció el 27 de marzo de 1487. Fue enterrado en el convento del Crucifijo en Puente la Reina, el cual había fundado y cuidado. La tumba hoy en día se encuentra desaparecida.

## Fuente
- Prelados, abades mitrados, dignidades capitulares y caballeros de las Ordenes Militares habilitados por el brazo eclesiástico en las Cortes del Principado de Cataluña, Francisco José Morales Roca, 1999.
- Carlos Barquero Goñi, "Juan de Beaumont", Diccionario Biográfico Español, http://dbe.rah.es/biografias/32136/juan-de-beaumont